# Rete tranviaria di Losanna
La rete tranviaria di Losanna fu in esercizio nella capitale del Canton Vaud dal 1896 al 1964.

## Storia
I primi tentativi di installare linee tranviarie a Losanna risalgono agli anni tra il 1869 e il 1872: fu proposto l'impiego di motrici ad aria compressa, del tipo utilizzato in seguito sulla rete tranviaria di Berna. Nel 1882 l'ingegner Bergeron propose l'installazione di una tranvia a trazione funicolare (come quelle impiegate a San Francisco) per collegare la stazione ferroviaria al centro della città, con diramazioni; la morte di Bergeron pose fine al progetto.
Il 21 dicembre 1894 l'ingegner Adrien Palaz ottenne la concessione federale per la costruzione di una rete tranviaria; l'anno successivo propose il piano finanziario, chiedendo e ottenendo il sostegno delle autorità comunali. Nell'agosto 1895 iniziarono i lavori per la costruzione della centrale elettrica che avrebbe alimentato l'intera rete, situata tra rue Saint-Martin e l'incrocio della scuola di medicina.
Il 5 giugno 1895 era stata costituita la Société des Tramways Lausannois (TL) che avrebbe gestito la rete, inaugurata li 29 agosto 1896. La rete si componeva di 6 linee, per una lunghezza complessiva di 7,2 km:
- una linea circolare, che percorreva la cosiddetta "Ceinture Pichard" attorno alla città vecchia;
- le altre cinque linee collegavano i quartieri periferici e la stazione FFS a Saint-François.

Negli anni successivi la rete si espanse: a fine 1903 constava di dieci linee, di cui due suburbane, per una lunghezza di 23,287 km, di cui 5,690 a doppio binario.
Nel 1910 la Société des Tramways Lausannois assorbì la Compagnie des chemins de fer électriques régionaux du Jorat (REJ), esercente la tranvia elettrica interurbana del Jorat (Losanna-Moudon con diramazione per Savigny) aperta nel 1902, la quale si trovava in gravi difficoltà finanziarie. Con la fusione il capolinea fu trasferito nel centro di Losanna.
Il 28 ottobre 1913 avvenne l'unico incidente mortale sulla rete di Losanna: sulla discesa del Valentin (tratta della ripida linea della Pontaise) si ruppero i freni di una vettura. Il tram si schiantò contro una casa distruggendola, provocando due morti e due feriti.
Nel 1933 la rete tranviaria toccò la massima estensione, con 66,2 km di linee. L'anno precedente, però, era entrata in servizio la prima linea filoviaria, tra Ouchy e la stazione FFS. I buoni risultati del servizio filoviario portarono a partire dal 1938 alla decisione di sostituire i tram con i filobus, ritenuti maggiormente in grado di adattarsi alla circolazione (soprattutto sulle forti pendenze che caratterizzano la città), più comodi, veloci ed economici nella gestione.
Durante la Seconda guerra mondiale alcune linee filoviarie furono riconvertite in tranvie, a causa della penuria di pneumatici; terminato il conflitto riprese il programma di trasformazione delle linee tranviarie in filovie o autolinee. Tra il 1962 e il 1963 chiuse la linea del Jorat; l'ultima linea, la Renens-Saint François-Rosiaz, chiuse il 6 gennaio 1964, in occasione dei lavori stradali per l'Esposizione nazionale di quell'anno.
A metà anni ottanta fu redatto il progetto di una metropolitana leggera, battezzata Tramway du Sud-Ouest Lausannois (TSOL), tra la stazione di Losanna-Flon e la stazione FFS di Renens, inaugurata il 24 maggio 1991.
Nel 2021 sono iniziati i cantieri per la costruzione di una nuova linea tranviaria tra Losanna e Renens, la cui entrata in servizio è prevista per il 2026.

## Caratteristiche
La rete, a scartamento metrico e binario unico salvo alcune tratte a doppio binario, era alimentata a corrente continua alla tensione di 550-600 V. Il raggio di curvatura minimo era di 14 metri a Lutry (a causa di uno stretto passaggio in una curva a 90°), mentre sul resto della rete saliva a 20-25 metri. Le pendenze erano molto elevate, toccando il 112,7‰ sulla linea Riponne-Pontaise.

### Linee

#### Rete tranviaria nel 1896[3]
- Saint François - Lutry
- Saint François - Pont de Chailly
- Saint François - Pontaise
- Saint François - Stazione FFS
- Saint François - Stazione LEB
- Ceinture Pichard

#### Rete tranviaria nel 1903[15]
- Tour de ville
- Saint François - Stazione FFS
- Riponne - Pontaise
- Georgette - Lutry
- Scuola di medicina - Rosiaz
- Bel Air - Prilly
- Solitude - La Sallaz
- Stazione FFS - Ouchy
- Epinettes - Montoie
- Chauderon - Renens stazione FFS

#### Rete tranviaria nel 1907[18]
- Tour de ville
- Saint François - Stazione FFS
- Riponne - Pontaise
- Georgette - Lutry
- Scuola di medicina - Rosiaz
- Bel Air - Prilly
- Solitude - La Sallaz
- Stazione FFS - Ouchy
- Epinettes - Montoie
- Chauderon - Renens stazione FFS
- Stazione FFS - Chauderon
- Tunnel - Montherond

#### Rete tranviaria nel 1938[19]
Per le linee con doppia numerazione, il primo numero indica l'andata, il secondo il ritorno.
- 1/11: Epinettes - Parc des Sports
- 2/12: Bois-de-Vaux - Bergières
- 3/13: Stazione FFS - Prilly
- 4/14: Ouchy - Saint François
- 6/16: Stazione FFS - La Sallaz
- 7/17: Stazione FFS - La Rosiaz
- 8/18: Port de Pully - Saint François
- 9/19: Lutry - Renens stazione FFS
- 20: Losanna Tunnel - Montheron
- 21: Losanna Tunnel - Chalet-à-Gobet
- 22: Losanna Tunnel - Moudon
- 23: Losanna Tunnel - Savigny

#### Rete tranviaria nel 1961[20]
Per le linee con doppia numerazione, il primo numero indica l'andata, il secondo il ritorno.
- 7/17: Prilly - La Rosiaz
- 9/19: Lutry - Renens stazione FFS
- 21: Losanna Tunnel - Chalet-à-Gobet
- 22: Losanna Tunnel - Moudon
- 23: Losanna Tunnel - Savigny

## Materiale rotabile

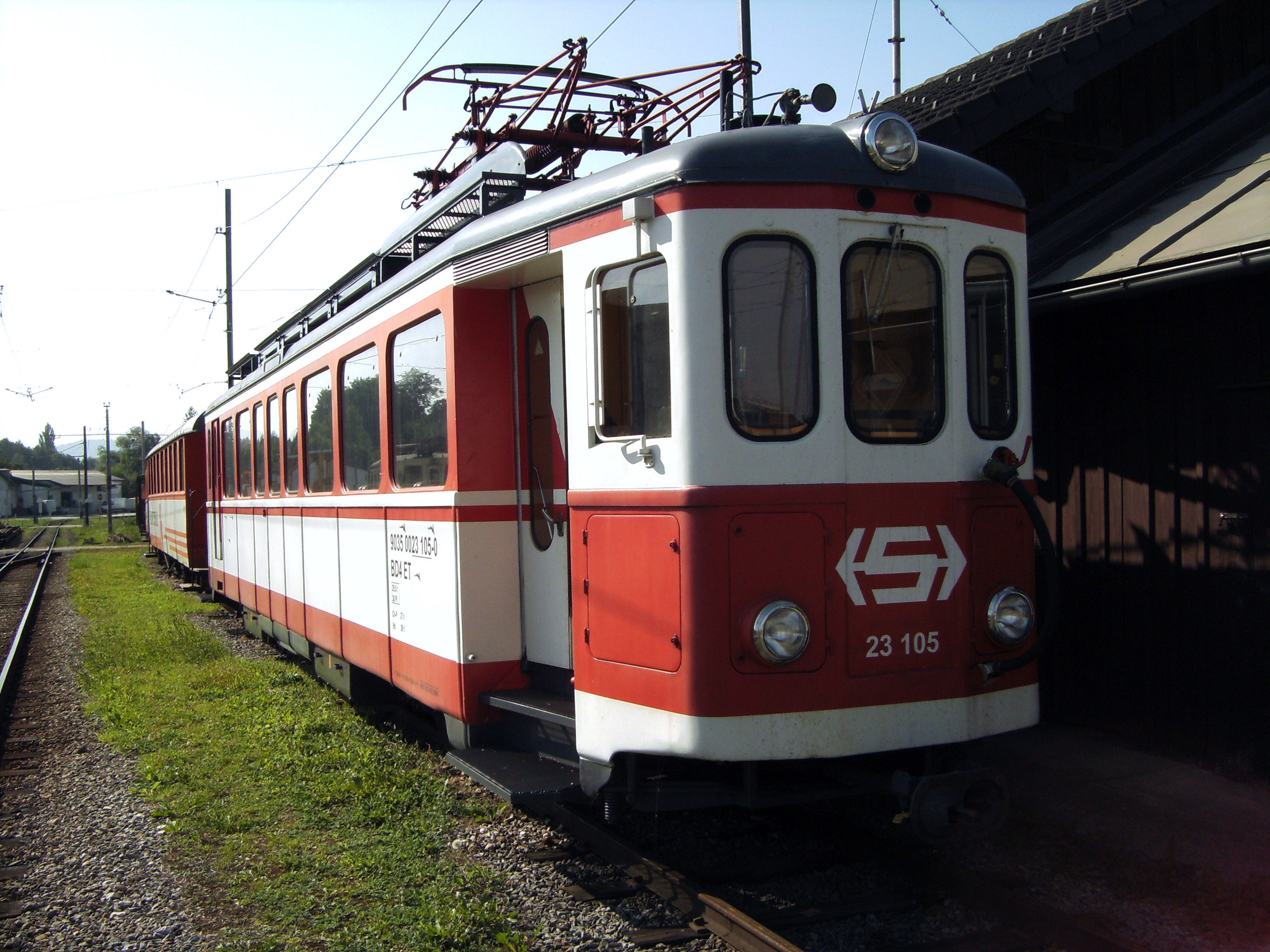
La motrice 23 105 della Traunseebahn (ex TL 191)

Il materiale rotabile della rete all'inizio del XX secolo era costituito da 50 motrici a due assi, due rimorchiate e diversi carri merci. Le motrici erano state costruite in diversi lotti:
- 25 unità (in due ordini successivi a partire dal 1896) prodotte dalla SIG con parte elettrica della Compagnie de l'Industrie Electrique di Ginevra. Quattro di esse, di minori dimensioni rispetto alle altre, erano impiegate esclusivamente sulla linea della Pontaise;
- 25 unità (costruite nel 1902) prodotte dalla Schlieren con parte elettrica della Électricité et Hydraulique di Charleroi.

Ad essi si aggiunsero a partire dal 1906 una motrice per l'innaffiamento delle strade, tre rimorchiate, tre carri merci, uno spazzaneve e un locomotore per il servizio merci. Con l'ampliamento della rete furono acquistate nuove motrici, mentre nel 1910 entrarono a far parte del parco TL anche le motrici a carrelli impiegate sulle linee del Jorat.
Dei tram che prestarono servizio sulla rete di Losanna se ne conservano quattro:
- la motrice n° 28 (costruita nel 1919 e ammodernata nel 1948, trasformandola da due a tre assi[23]), conservata dalla Ferrovia Museo Blonay-Chamby[24];
- la motrice n° 36 (costruita nel 1902 dalla Schlieren[23]), conservata dalla ferrovia museo Blonay-Chamby[24];
- le motrici a carrelli n° 191 e 192 (costruite nel 1954 dagli Ateliers de Constructions Mécaniques de Vevey per le linee del Jorat), cedute alla Trogenerbahn[23], la quale le cedette all'austriaca Stern & Hafferl, che le utilizza sulla Traunseebahn[25].